# دایتاخ
دایتاخ (به آلمانی: Dietach) یک منطقهٔ مسکونی در اتریش است که در ناحیه استیر لند واقع شده‌است. دایتاخ ۲۱ کیلومتر مربع مساحت دارد ۳۱۳ متر بالاتر از سطح دریا واقع شده‌است.